# 분조
분조(分朝)는 조정을 둘로 나눈다는 의미로, 우리나라 역사에서는 임진왜란과 정묘호란 때가 대표적이다.
조선 중기 선조시대에 임진왜란 발발로 인해 일본군이 한양(漢陽-지금의 서울특별시)을 침범하자, 선조는 공빈(恭嬪)김씨(金氏)의 소생인 둘째아들 광해군(光海君-이혼(李琿), 1575년 ~ 1641년)을 급히 세자로 삼고 전란 수습에 노력을 기울였다. 일본이 수도 및 평양, 개성 등을 점령하자 선조는 요동(遼東)으로 망명하기 위해 세자에게 조선에 잔류하면서 나라를 다스리라 지시한다. 이때 광해군의 소조정(小朝廷)이 분조이고, 선조의 의주 행재소(行在所)는 원조정(元朝廷)에 대한 대칭 개념이다.
광해군은 영의정 최흥원(崔興源, 1529년 ~ 1603년)을 비롯해 분조에 남은 중신 10여 명을 이끌고 평안도 맹산·양덕, 황해도 곡산을 거쳐 강원도 이천에 자리를 잡고 활발한 활동을 벌이며 적군을 교란하다가, 이 지역에 일본군의 위협이 가까워지자 다시 황해도와 평안도 성천을 거쳐 영변에 머물며 분조를 이끌어갔다. 이때 광해군은 각 지역에서 고군분투한 의병장들과 장수들에게 사람을 보내 상을 내리고 관직에 임명하는 등 그 공을 격려, 일본군이 서울을 물러난 뒤에도 각지를 다니며 군과 백성을 격려하여 민심을 수습하는 데 힘썼다. 또한 분조의 의용대 또한 일본군 공격에 앞장서면서 대일항전의 의지를 불태우게 하는 데 기여했다.

## 같이 보기
- 임진왜란
- 광해군
- 분사 제도
- 정탁 (정간공): 분조에서 활동한 대신으로 이순신의 사형을 만류하여 그의 목숨을 구하였다.